# Vejlesø
Vejlesø ligger i Holte – tæt ved jernbanestationen. Navnet har intet med købstaden Vejle at gøre, men weile er gl. dansk for vadested. Vejlesø er via Vejlesø kanal forbundet med Store Kalv i Furesøen. Der tilføres vand fra Søllerød Sø, og der løber – vand via en kanal – til Furesøen. Der er en havn – Holte Havn, hvor søen grænser op til Holte by med bådebro m.m.
55°48′28″N 12°27′51″Ø / 55.80778°N 12.46417°Ø